# Aishath Himna Hassan
Aishath Himna Hassan (* 7. Januar 2002) ist eine Leichtathletin von den Malediven, die sich auf den Sprint spezialisiert hat.

## Sportliche Laufbahn
Erste internationale Erfahrungen sammelte Aishath Himna Hassan 2018 bei den Juniorenasienmeisterschaften in Gifu, bei denen sie im 200-Meter-Lauf mit 26,73 s in der ersten Runde ausschied, wie auch über 400 Meter mit 59,76 s. Über 400 Meter nahm sie an den U20-Weltmeisterschaften in Tampere teil und schied auch dort mit 59,76 s in der ersten Runde aus. Ende August nahm sie erstmals an den Asienspielen in Jakarta teil und schied dort mit 26,73 s und 60,59 s in beiden Bewerben im Vorlauf aus. Im Jahr darauf schied sie bei den Jugendasienmeisterschaften in Hongkong mit 26,86 s und 59,18 s in der Vorrunde aus, durfte im Oktober aber dank einer Wildcard über 400 Meter an den Weltmeisterschaften in Doha teilnehmen, bei denen sie mit 59,51 s in der ersten Runde ausschied. Im Dezember belegte sie beiden Südasienspielen in Kathmandu in 50,16 s den sechsten Platz in der 4-mal-100-Meter-Staffel und wurde auch mit der 4-mal-400-Meter-Staffel in 4:31,22 min Sechste. 2021 startete sie über 400 Meter bei den U20-Weltmeisterschaften in Nairobi und schied dort mit 58,90 s in der ersten Runde aus. Im Jahr darauf kam sie bei den Commonwealth Games in Birmingham mit 12,17 s nicht über die Vorrunde im 100-Meter-Lauf hinaus und schied auch über 400 Meter mit 58,70 s im Vorlauf aus. Anschließend gelangte sie bei den Islamics Solidarity Games in Konya mit 58,84 s auf Rang sieben über 400 Meter und verpasste über 200 Meter mit 24,66 s den Finaleinzug. Zudem belegte sie mit der 4-mal-400-Meter-Staffel in 48,21 s den vierten Platz in der 4-mal-100-Meter-Staffel.
2023 schied sie bei den Asienspielen in Hangzhou mit 56,66 s im Vorlauf über 400 Meter aus und verpasste über 200 Meter mit 25,59 s den Finaleinzug. Zudem belegte sie mit der 4-mal-100-Meter-Staffel in 47,54 s den sechsten Platz.
In den Jahren 2021 und 2022 wurde Hassan maledivische Meisterin im 100-, 200- und 400-Meter-Lauf.

## Persönliche Bestzeiten
- 100 Meter: 12,17 s (+1,4 m/s), 2. August 2022 in Birmingham (maledivischer Rekord)
- 200 Meter: 24,90 s (+0,6 m/s), 26. August 2022 in Malé (maledivischer Rekord)
- 400 Meter: 56,24 s, 24. Juni 2023 in Kingston (maledivischer Rekord)